# Джилл Айрленд
Джилл Дороті Айрленд (нар. 24 квітня 1936 — пом. 18 травня 1990) — англійська акторка, співачка та продюсерка. За внесок у кіноіндустрію удостоєна зірки на Голлівудській алеї слави. Авторка автобіографічних книг про боротьбу з раком молочної залози.

## Біографія
Джилл Айрленд народилася в Лондоні, в родині імпортера вин. Почала акторську кар'єру з невеликих ролей у фільмах середини 1950-х років, зокрема «Саймон і Лаура» (1955) та «Троє чоловіків у човні» (1956).
У 1957 році одружилася з актором Девідом Мак-Каллумом, з яким познайомилась на зніманні стрічки «Пекельні водії» (1957). Пізніше вони з'явилися разом у п'яти епізодах серіалу «Агенти U.N.C.L.E.»: «Чотиристороння справа» (сезон 1, епізод 3, 1964), «Афера з піаніно Джуоко» (сезон 1, епізод 7, 1964), «Афера „Тигри йдуть“» (сезон 2, епізод 8, 1965) та у двох епізодах серіалу: «Каратисти-вбивці» (сезон 3, епізоди 28 і 29, 1967). Пара виховувала трьох синів: Пола, Валентина та Джейсона (усиновлений). Мак-Каллум й Айрленд розлучилися у 1967 році. Колишній чоловік помер від передозування наркотиків у 1989 році, за шість місяців до смерті Айрланд.
У 1968 році Айрленд пошлюбила Чарлза Бронсона, з яким познайомилася, коли Броснан і Мак-Каллум знімалися у фільмі «Велика втеча» (1963). Пара виховувала двох дітей: доньку Зулейку та названу Катріну. Вони залишалися разом до смерті Айрленд у 1990 році.
У 1984 році Джилл Айрленд діагностували рак молочної залози. Після постановки діагнозу Айрленд написала дві книги, в яких описала свою боротьбу з хворобою. На момент смерті вона писала третю книгу, у той період ставши прессекретаркою Американського онкологічного товариства. У 1988 році вона свідчила перед Конгресом США щодо витрат на лікування та отримала від Президента Рональда Рейгана нагороду Американського онкологічного товариства за відвагу.
У 1990 році Айрленд померла у своєму будинку в Малібу, Каліфорнія. Її кремували, а прах помістили в тростину, яку поховали разом з Чарльз Бронсон на Браунсвільському кладовищі після його смерті у 2003 році.
За внесок у кіноіндустрію Джилл Айрленд отримала зірку на Голлівудській алеї слави на Голлівудському бульварі, 6751.
У 1991 році Джилл Клейберг зіграла Айрленд у телевізійному фільмі «Смисл життя: Історія Джилл Айрленд», який розповідав про її останні роки, зокрема про боротьбу з раком. Хоча Клейберг ніколи не зустрічалася з Айрленд, вона при підготовці прочитала її книгу та прослухала записані інтерв'ю. Кен Такер із журналу «Інтертеймент віклі» похвалив акцент Клейберг, написавши: «Окрім її спокійної впевненості, Клейберг використовує англійський акцент Айрленд, не привертаючи до себе уваги». Ця роль змусила «Нью-Йорк таймс» написати, що її робота на малому екрані була «знаком часу: літні акторки, які звикли грати сильні ролі, знаходять свої найкращі роботи [у кіно] на телебаченні».

## Фільмографія
| Рік       |   | Українська назва                           | Оригінальна назва                     | Роль                                       |
| --------- | - | ------------------------------------------ | ------------------------------------- | ------------------------------------------ |
| 1955      | ф | Нема кохання для Джуді                     | No Love for Judy                      | інша жінка                                 |
| 1955      | ф | Жінка для Джо                              | The Woman for Joe                     | Біт Парт                                   |
| 1955      | ф | Ох... Розаліндо!!                          | Oh... Rosalinda!!                     | леді                                       |
| 1955      | ф | Саймон та Лора                             | Simon and Laura                       | секретарка                                 |
| 1956      | ф | Великі гроші                               | The Big Money                         | Дорін Фріт                                 |
| 1956      | ф | Троє в одному човні, як не рахувати собаки | Three Men in a Boat                   | Блубел                                     |
| 1957      | ф | Завжди є четвер                            | There's Always a Thursday             | Дженніфер Поттер                           |
| 1957      | ф | Пекельні водії                             | Hell Drivers                          | Джилл                                      |
| 1957      | ф | Пограбування зі зброею                     | Robbery Under Arms                    | Джин Моррісон                              |
| 1959      | ф | Продовжуй, медсестро                       | Carry On Nurse                        | Джилл Томпсон                              |
| 1959      | ф | Убивство в потязі-примарі                  | The Ghost Train Murder                | Саллі Бертон                               |
| 1959      | ф | Відчайдушна людина                         | The Desperate Man                     | Керол                                      |
| 1959      | с |                                            | The Voodoo Factor                     | Рене                                       |
| 1960      | ф |                                            | Jungle Street                         | С'ю                                        |
| 1960      | ф | Дівчина з латинського кварталу             | Girls of the Latin Quarter            | Джилл                                      |
| 1960      | с | Журі музичного автомата                    | Juke Box Jury                         |                                            |
| 1961      | с |                                            | Armchair Theatre                      | Сибіл Вейн                                 |
| 1961      | с | Телевізійний театр Крафта                  | Kraft Television Theatre              |                                            |
| 1961      | с | Загін примар                               | Ghost Squad                           | Анна                                       |
| 1961      | ф | Такий злий, такий молодий                  | So Evil, So Young                     | Енн                                        |
| 1961      | ф | Підіймаючи вітер                           | Raising the Wind                      | Дженет                                     |
| 1962      | ф | Двічі навколо нарцисів                     | Twice Round the Daffodils             | Джанет                                     |
| 1962      | ф | Бойова сокира                              | The Battleaxe                         | Одрі Пейдж                                 |
| 1963      | с | Річард I Левове Серце                      | Richard the Lionheart                 | Маріанна                                   |
| 1964      | с | Бен Кейсі                                  | Ben Casey                             | Джулі Карр                                 |
| 1964      | с | Третя людина                               | The Third Man                         | Джулія                                     |
| 1964      | с | Подорож на дно моря                        | Voyage to the Bottom of the Sea       | Джулі Лайл                                 |
| 1964—1967 | с | Агенти U.N.C.L.E.                          | The Man from U.N.C.L.E.               | Імоджен смут/Маріон Рейвен/ Сюзан де Серре |
| 1965      | с | Мій улюблений марсіянин                    | My Favorite Martian                   | Зельда                                     |
| 1965—1966 | с |                                            | 12 O'Clock High                       | Еліс Карпентер                             |
| 1966      | с | Найдурніший корабель армії                 | The Wackiest Ship in the Army         | медсестра                                  |
| 1966      | с | Шейн                                       | Shane                                 | Маріан Старретт                            |
| 1967      | с | Зоряний шлях: Оригінальний серіал          | Star Trek: The Original Series        | Лейла Каломі                               |
| 1967      | ф | Каратисти-вбивці                           | The Karate Killers                    | Імоджен Міт                                |
| 1968      | ф |                                            | Villa Rides                           | дівчина у ресторані                        |
| 1968      | с | Меннікс                                    | Mannix                                | Еллен Ковак                                |
| 1969      | с | Деніел Бун                                 | Daniel Boone                          | Анджела                                    |
| 1970      | ф | Лола                                       | Lola                                  | дівчина в аеропорту                        |
| 1970      | ф | Пасажир дощу                               | Le passager de la pluie               | Ніколь                                     |
| 1970      | ф | Жорстоке місто                             | Città violenta                        | Ванесса Шелтон                             |
| 1970      | ф | Холодний піт                               | Cold Sweat                            | Мойра                                      |
| 1972      | с | Нічна галерея                              | Night Gallery                         | Енн Лорінг                                 |
| 1971      | ф | Хтось за дверима                           | Someone Behind the Door               | Френсіс                                    |
| 1972      | ф | Папери Валачі                              | The Valachi Papers                    | Марія Рейна Валачі                         |
| 1972      | ф | Механік                                    | The Mechanic                          | Дівчина                                    |
| 1973      | ф | Чіно                                       | Valdez, il mezzosangue                | Кетрін                                     |
| 1975      | ф | Втеча                                      | Breakout                              | Енн Вагнер                                 |
| 1975      | ф | Важкі часи                                 | Hard Times                            | Люсі Сімпсон                               |
| 1975      | ф | Перевал Брейкгарт                          | Breakheart Pass                       | Моріса                                     |
| 1976      | ф | Від полудня до трьох                       | From Noon till Three                  | Аманда                                     |
| 1979      | ф | Кохання та кулі                            | Love and Bullets                      | Джеккі Пруіт                               |
| 1980      | с | Дівчина, золотий годинник і все таке       | The Girl, the Gold Watch & Everything | Чарла О'Рурк                               |
| 1982      | ф | Жага смерті 2                              | Death Wish II                         | Джері Ніколс                               |
| 1987      | ф | Убивство                                   | Assassination                         | Лара Ройс Крейг                            |
| 1987      | ф |                                            | Caught                                | Дженет Девон                               |

## Книги
- Бажання життя: Особиста історія виживання (1987) ISBN 0-515-09609-1, ISBN 0-316-10926-6
- Лінія життя: Моя боротьба за рятування моєї родини (1989) ISBN 0-7126-2531-3, ISBN 0-446-51480-2